# Courageous (filme)
Fireproof 2: Courageous (Brasil: À Prova de Fogo 2: Corajosos / Portugal: Prova de Fogo 2: Corajoso) é um filme estadunidense da indústria cinematográfica cristã do gênero drama, lançado em setembro de 2011. O longa-metragem é dirigido por Alex Kendrick, mesmo diretor e universo de "À Prova de Fogo", e produzido pela Sherwood Pictures é uma sequência de À Prova de Fogo, sendo o segundo filme da primeira trilogia da saga cristã À Prova de Fogo e segundo da franquia.
O filme foi produzido com um orçamento de US $ 2 milhões, apenas no final de semana da estreia foi ultrapassado o valor de seu orçamento, o arrecadamento total foi de $ 34 522 221 milhões de dólares.
É o filme que continua a Fase 1: A Trilogia.

## Sinopse
Os policiais Adam , Nathan, Shane e David  enfrentam diariamente nas ruas os maiores desafios de suas vidas e a dedicação deles é reconhecido por suas chefias. Mas se no cumprimento dessa tarefa eles não deixam dúvidas quanto a compentêcia em cuidar da sociedade, em casa, o mesmo não pode ser dito porque eles estão falhando no papel de pais e maridos. Adam e  sua família estão lutando para se reerguer depois da fatalidade que aconteceu com sua filha de nove anos Emily que depois de uma festa de aniversário, quando a festa acabou na ida para casa um bêbado bateu no carro onde ela estava. E por um acaso os quatro policias conhecem um homem honesto chamado Javier Martinez  que estava passando por dificuldades por estar desempregado.É quando eles tomam uma decisão que mudara suas vidas para sempre 

## Elenco
Abaixo o elenco principal do longa.
- Alex Kendrick como Adam Mitchell
- Ken Bevel como Nathan Hayes
- Kevin Downes como Shane Fuller
- Ben Davies como David Thomson
- Renee Jewell como Victoria Mitchell
- Elanor Brown como Kayla Hayes
- Kirk Carmeron como Caleb Hoult (versão estendida do filme)
- Erin Bethea como Catherine Hoult (versão estendida do filme)
- Taylor Hutcherson como Hayes Jade
- Robert Amaya como Javier Martinez
- Rusty Martin como Dylan Mitchell
- Angelita Nelson como Carmen Martinez
- Lauren Etchells como Emily Mitchell
- David Howze como Derrick Freeman
- Stallings 'tc' Tony como TJ
- Ed Litton como Pastor Rogers

## Produção

### Desenvolvimento
Em filmes anteriores Sherwood Pictures, quase todo o elenco e equipe foram compostas de membros da Igreja Batista de Sherwood, com Kirk Cameron é a exceção notável com o seu papel principal no filme À Prova de Fogo. Cerca de metade do elenco são voluntários da igreja, mas a outra metade através de sessões de audição apenas para convidados.
Sem os atores todos voluntários, o filme custaria muito mais do que seu orçamento de 2 milhões de dolares. O diretor Alex Kendrick disse, "Ninguém esta olhando para o relógio, vamos fazer com apenas voluntários, e estamos todos juntos nisso".

### Filmagens
As filmagens de Fireproof 2: Courageous começaram em 26 de abril de 2010 e foram concluídas em 25 de junho de 2010. A maior parte do filme foi rodado em Albany e County Dougherty, Georgia.
A fim de melhorar a qualidade do filme, a equipe de produção está usando uma tecnologia nova câmera, "Red One", disponibilizado por Red Digital Cinema Camera Company. Kendrick estimou o orçamento de produção que exceder US $ 1 milhão. O orçamento final foi relatado em US $ 2 milhões.